# Coptodon louka
Coptodon louka es una especie de peces de la familia Cichlidae en el orden de los Perciformes.

## Morfología
Los machos pueden llegar alcanzar los 25 cm de longitud total.

## Distribución geográfica
Se encuentran en África: desde Guinea-Bissau (río Corubal) hasta Liberia (río Loffa).